# 1,2-二氯-4-硝基苯
1,2-二氯-4-硝基苯是一种有机化合物，化学式为C6H3Cl2NO2。这种淡黄色固体与1,2-二氯苯相关，其中一个氢原子被硝基官能团取代。该化合物是合成农用化学品的中间体。

## 生产
1,2-二氯苯的硝化主要产生1,2-二氯-4-硝基苯，以及少量的3-硝基异构体。该化合物也可由1-氯-4-硝基苯的氯化制得。

## 用途
1,2-二氯-4-硝基苯含于高压润滑油中，用于生产硫化促进剂、消毒剂、杀虫剂和染料。